# Disa maculata
Disa maculata är en orkidéart som beskrevs av Carl von Linné d.y.. Disa maculata ingår i släktet Disa och familjen orkidéer. Inga underarter finns listade i Catalogue of Life.